# Ilan Boccara
Ilan Boccara (Boulogne-Billancourt, 14 mei 1993) is een in Frankrijk geboren voormalig voetballer met de Nederlandse nationaliteit die bij voorkeur als middenvelder speelde. Zijn moeder is van Nederlandse en zijn vader van Franse afkomst.

## Clubcarrière
Boccara is een zoon van een Nederlandse moeder en een Franse vader. Op 6-jarige leeftijd wordt Boccara ingeschreven bij de lokale voetbalclub ES16, gelegen in de 16e arrondissement van Parijs. Hij speelde hier één seizoen en vertrok daarop naar Stade Français, om vervolgens 5 jaar lang te spelen bij Athletic Club de Boulogne-Billancourt. Wanneer Boccara dertien jaar oud is, wordt hij ontdekt door scouts van Paris Saint-Germain, die hem weten te overhalen naar de voetbalacademie van de Franse topclub.

### Paris Saint-Germain

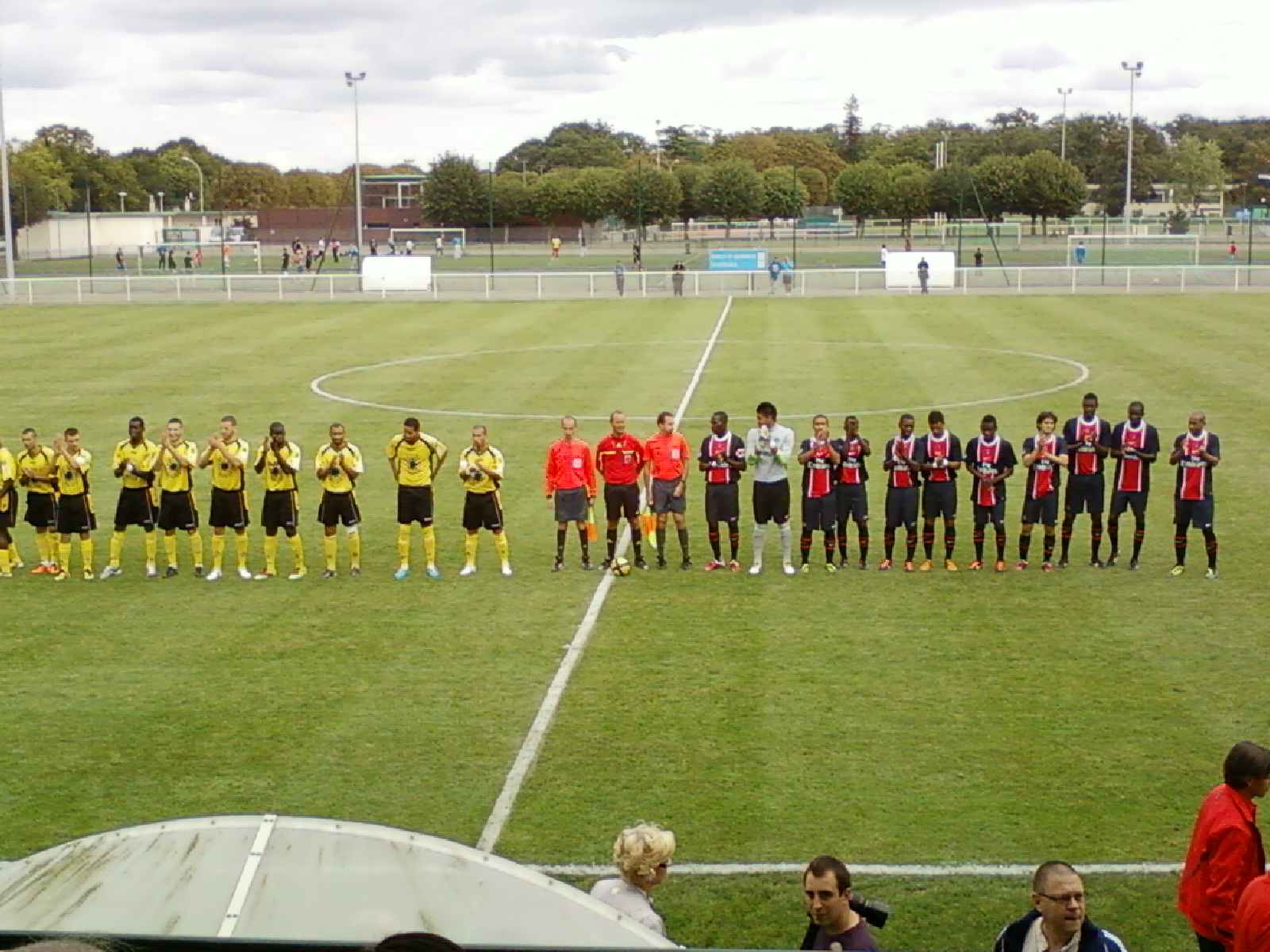
Ilan Boccara (4e van rechts) met PSG B (2011).

Op 13-jarige leeftijd sloot Ilan Boccara zich aan bij de jeugdopleiding van Paris Saint-Germain. Boccara ontwikkelde zich sterk en doorliep meerdere jeugdelftallen. In de loop van het seizoen 2010/11 stroomde Boccara door naar het tweede elftal van PSG, tevens het hoogste jeugdelftal van de Parijse club, dat uitkomt in de CFA.
Daar waar Boccara het eerste seizoen bij PSG II moest wennen aan het niveau van de hoogste Franse voetbaldivisie voor tweede elftallen en vooral op de reservebank zat, speelde hij tijdens het seizoen 2011/12 28 competitiewedstrijden, waarvan 26 keer als basisspeler. Vanwege zijn goede prestaties tijdens het tweede seizoen bij het B-elftal van Paris Saint-Germain, wordt Boccara in 2011 opgeroepen bij de selectie van het Nederlands voetbalelftal onder de 19 jaar.
Tussentijds werd Paris Saint-Germain in 2011 gekocht door Qatar Sports Investments, waardoor de hoofdstedelingen plotseling over veel geld beschikten. De Qatarese geldschieters pompten vele miljoenen in de selectie en haalden de allergrootste vedetten naar Parijs. Hoewel Boccara PSG II in 2012 ontgroeid was en klaar was voor een volgende stap naar de hoofdmacht, verwachtte men bij PSG dat hij door de aanwezigheid van de vedetten niet aan speeltijd toe zou komen in het eerste elftal. Hierop koos hij ervoor om een contract te tekenen bij AFC Ajax.

### AFC Ajax
Op 20 juli 2012 werd bekend dat hij een contract had getekend bij AFC Ajax, waar hij aansloot bij Jong Ajax. Op 2 september 2012 debuteerde hij in de wedstrijd tegen SC Heerenveen in het eerste team, als invaller voor Lasse Schøne.
Na zijn verhuurperiode aan Evian FC keerde Boccara terug bij Ajax, waar hij zich weer aansloot bij Jong Ajax. Op 22 augustus 2014 maakte Boccara zijn eerste minuten voor Jong Ajax in de Eerste divisie, in een thuiswedstrijd tegen FC Volendam die met 5–0 werd verloren. Op 2 maart 2015 werd zijn tot de zomer lopende contract ontbonden.

### Evian TG
Op de 2 september 2013 werd hij tot medio 2014 verhuurd aan Évian Thonon Gaillard FC dat tevens een optie tot koop bedong. Boccara kon bij Évian op weinig speeltijd rekenen waardoor hij meerdere malen uitkwam voor Évian B, op dat moment actief in de CFA 2. Op 5 januari 2014 maakte Boccara zijn officiële debuut voor de hoofdmacht van Evian FC, in een uitwedstrijd voor de Coupe de France bij SC Bastia die met 1-0 werd verloren. Zijn debuut in de Ligue 1 maakte Boccara ruim twee maanden later, op 8 maart 2014, in een uitwedstrijd bij EA Guingamp die met 1-0 werd gewonnen verving hij na rust Eric Tié Bi.

### Hapoel Kefar Saba en Hapoel Jeruzalem
Op 25 september 2015 werd bekend dat Boccara een contract had getekend tot het eind van het seizoen 2015/16 bij Hapoel Kefar Saba, spelend in de Ligat Ha'Al. Hiervoor kwam hij één keer uit. Op 3 februari 2016 vertrok Boccara naar Hapoel Jeruzalem. Op 1 april debuteerde Boccara voor De rode leeuwen in de 3-2 gewonnen wedstrijd tegen Hapoel Katamon Jeruzalem FC. Hij kwam daarbij in de 90e minuut binnen de lijnen als invaller voor Gaëtan Varenne. Dit bleef uiteindelijk zijn enige wedstrijd. Op 1 juli 2016 liep zijn contract af. Boccara stopte hierna met voetbal en werd personal trainer.

## Interlandcarrière

### Nederland
Op 29 februari 2012 maakte Boccara als speler van Paris Saint-Germain zijn debuut voor Nederland o19, in een vriendschappelijke wedstrijd tegen Zwitserland o19 (3-0 winst).
Op 8 september 2012 maakte Boccara zijn debuut voor het Nederlands beloftenelftal, in een vriendschappelijke wedstrijd tegen Turkije –20 (2-1 verlies) als speler van AFC Ajax.
| Interlands van Ilan Boccara met de Nederlandse jeugdelftallen | Interlands van Ilan Boccara met de Nederlandse jeugdelftallen | Interlands van Ilan Boccara met de Nederlandse jeugdelftallen | Interlands van Ilan Boccara met de Nederlandse jeugdelftallen | Interlands van Ilan Boccara met de Nederlandse jeugdelftallen | Interlands van Ilan Boccara met de Nederlandse jeugdelftallen |
| №                                                             | Datum                                                         | Wedstrijd                                                     | Uitslag                                                       | Soort Wedstrijd                                               | Goals                                                         |
| Als jeugdinternational bij Nederland -19                      | Als jeugdinternational bij Nederland -19                      | Als jeugdinternational bij Nederland -19                      | Als jeugdinternational bij Nederland -19                      | Als jeugdinternational bij Nederland -19                      | Als jeugdinternational bij Nederland -19                      |
| ------------------------------------------------------------- | ------------------------------------------------------------- | ------------------------------------------------------------- | ------------------------------------------------------------- | ------------------------------------------------------------- | ------------------------------------------------------------- |
| 1.                                                            | 29-02-2012                                                    | Zwitserland - Nederland                                       | 0-3                                                           | Vriendschappelijk                                             | 0                                                             |
| 2.                                                            | 25-05-2012                                                    | Nederland - Noorwegen                                         | 2-1                                                           | EK-kwalificatie '12                                           | 0                                                             |
| 3.                                                            | 27-05-2012                                                    | Tsjechië - Nederland                                          | 0-3                                                           | EK-kwalificatie '12                                           | 0                                                             |
| 3.                                                            | 30-05-2012                                                    | Nederland - Frankrijk                                         | 0-6                                                           | EK-kwalificatie '12                                           | 0                                                             |
| Als jeugdinternational bij het Nederlands beloftenelftal      |                                                               |                                                               |                                                               |                                                               |                                                               |
| 1.                                                            | 08-09-2012                                                    | Turkije - Nederland                                           | 2-1                                                           | Vriendschappelijk                                             | 0                                                             |
| 2.                                                            | 15-10-2012                                                    | Nederland - Noorwegen                                         | 2-4                                                           | Vriendschappelijk                                             | 0                                                             |

## Erelijst
AFC Ajax
| Competitie               | Winnaar | Winnaar | Runner-up | Runner-up |
| Competitie               | Aantal  | Jaren   | Aantal    | Jaren     |
| ------------------------ | ------- | ------- | --------- | --------- |
| Nationaal                |         |         |           |           |
| Nederlands Landskampioen | 1x      | 2013    |           |           |